# Alchemilla trifolioidea
Alchemilla trifolioidea é uma espécie de rosácea do gênero Alchemilla, pertencente à família Rosaceae.